# Bildstock (Ramsberg)

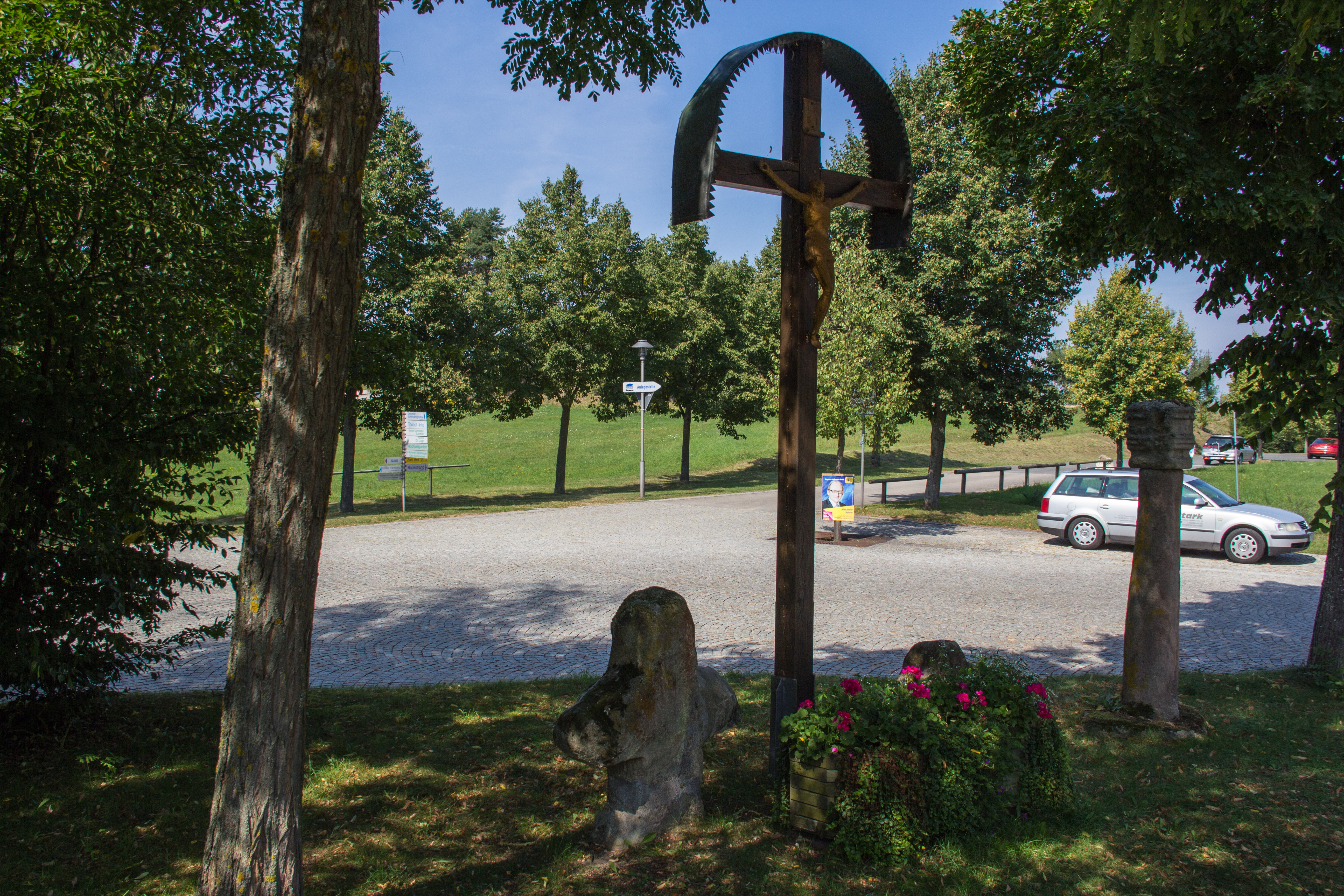
Die Martersäule mit beiden Kreuzen

Der Bildstock in Ramsberg am Brombachsee, einem Gemeindeteil des Marktes Pleinfeld im mittelfränkischen Landkreis Weißenburg-Gunzenhausen, besteht aus einer Martersäule und zwei daneben liegende Steinkreuzen. Der Bildstock ist unter der gemeinsamen Denkmalnummer D-5-77-127-13 als Baudenkmal in die Bayerische Denkmalliste eingetragen. Sie stehen an einer Hauptstraße südöstlich des Ortskerns unweit des Bahnbergs an der Abzweigung Weinbergstraße auf einem Grünstreifen, umrahmt von einigen Bäumen auf einer Höhe von 436 m ü. NHN. Sie stehen auf einem alten Wallfahrtsweg von Stopfenheim nach Heiligenblut.
Die Martersäule stammt aus dem 17. Jahrhundert, ist 2,20 Meter hoch und ist aus Sandstein. Die Säule barocken Ursprungs ruht mit einem Sockel im Boden und trägt einen Aufsatz in geschwungenen Linien; die Aedicula ist wohl verloren gegangen. Gemäß Volksmund entstand die Säule in Gedenken an Ullein Schmied, die bei der Langweidmühle ertrank, dies gilt jedoch als unhistorisch.
Die beiden Kreuzsteine sind mittelalterlichen Ursprungs, stark verwittert und ebenfalls aus Sandstein. Für wen die beiden Kreuze aufgestellt wurden, ist unbekannt. Einer Sage nach weisen die Kreuze auf zwei gefallene schwedische Soldaten aus dem Dreißigjährigen Krieg hin, die Kreuze sind jedoch um einige Jahrhunderte älter.

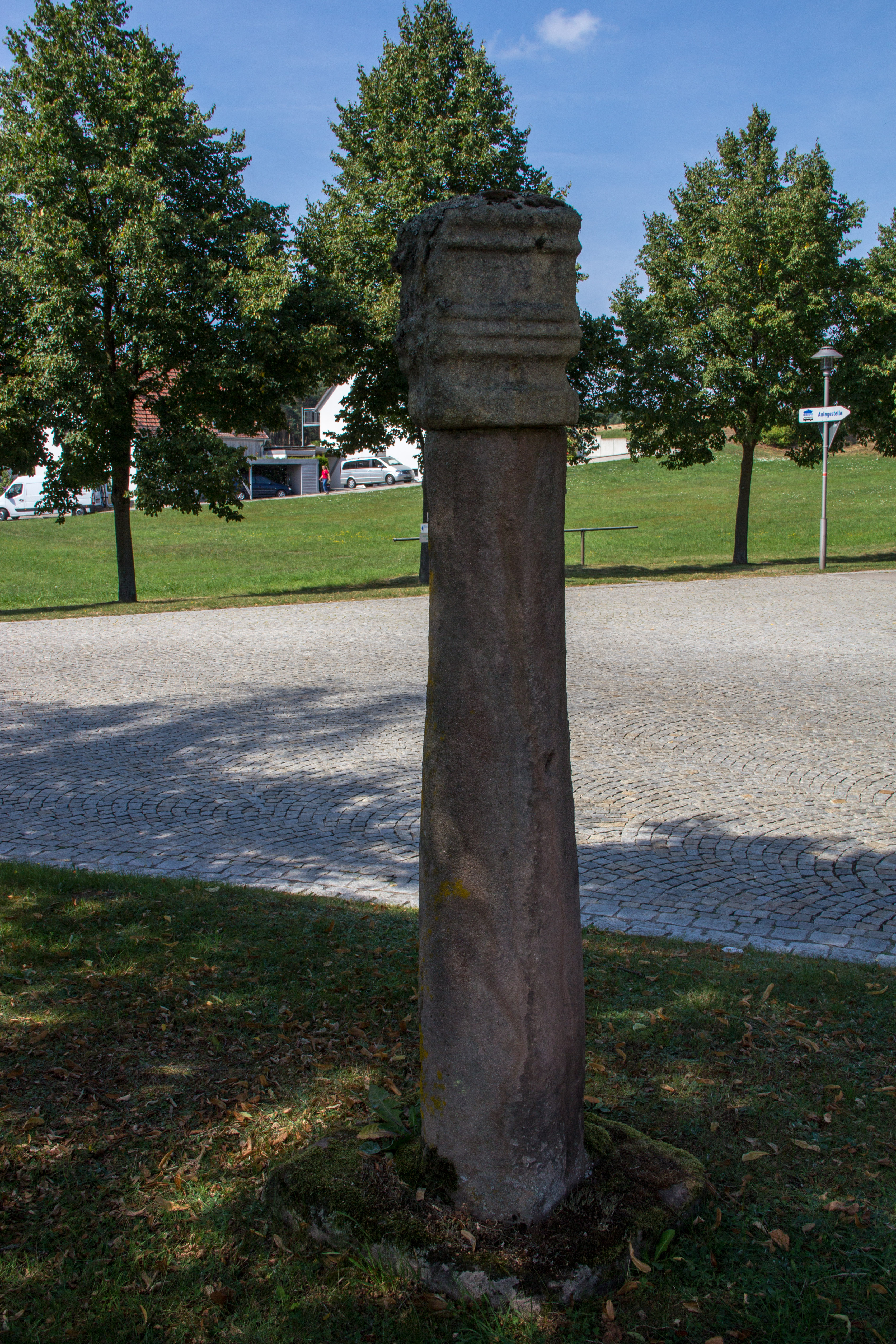
Die Martersäule
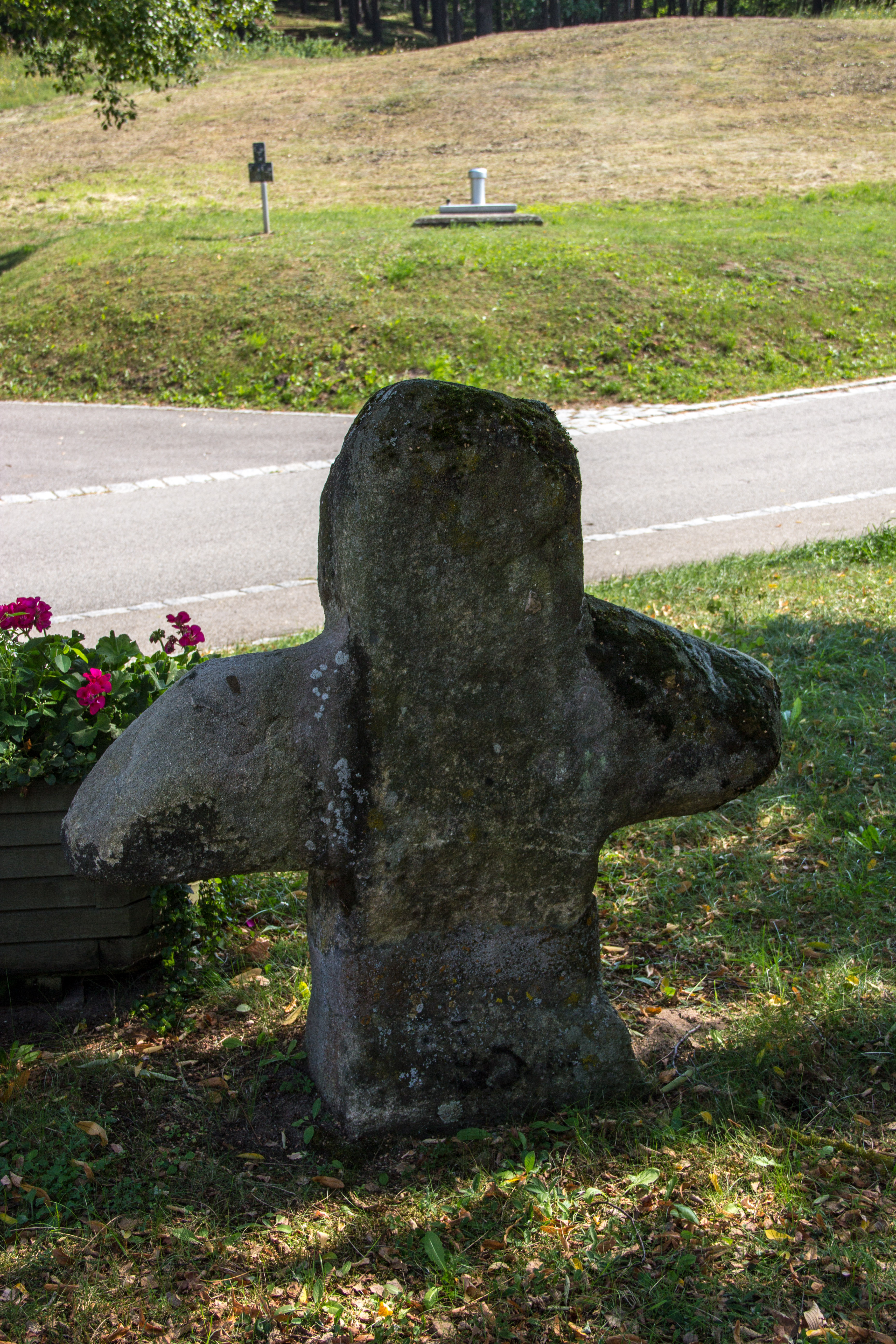
Eines der beiden Steinkreuze
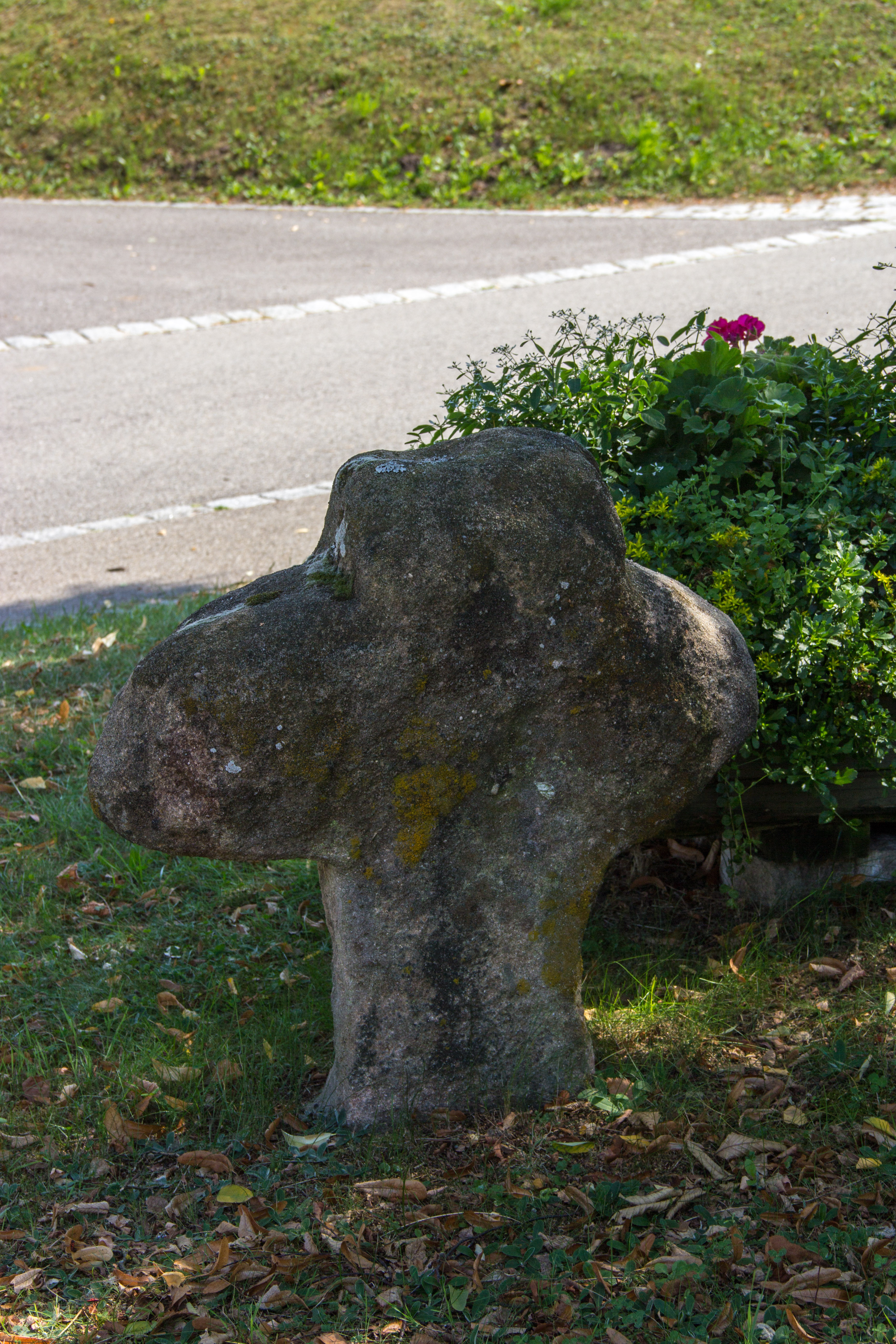
Das andere Steinkreuz